# 他者

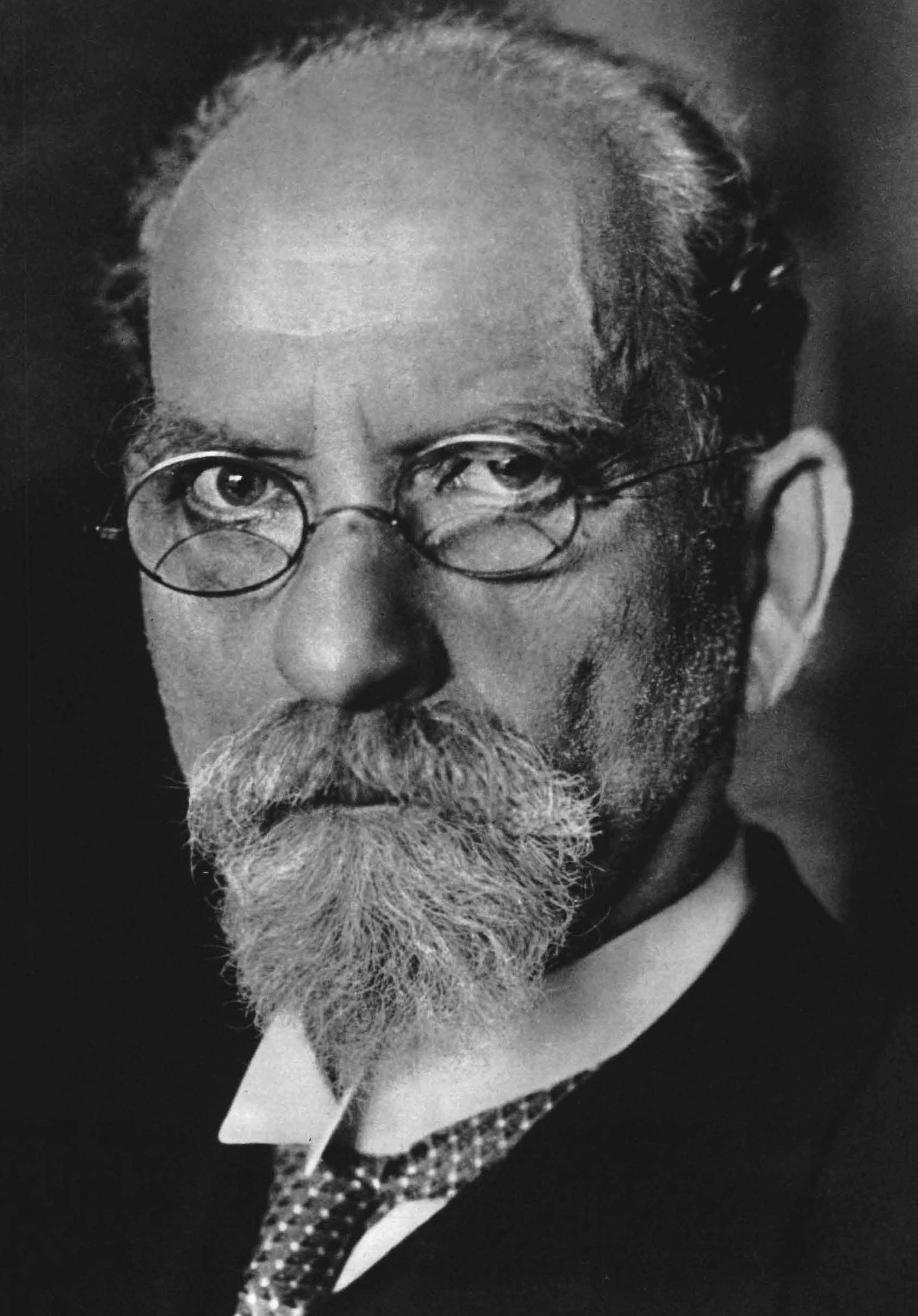
現象學的創始人——埃德蒙·胡塞爾，定義了他者為人與人之間的關係中的主體間性的概念基礎

他者，是由自我意識建立的意向，用於區分他人，這個概念在哲學、政治學及社會學中，有著廣泛的討論。

## 背景
在現象學中，他者（英語：the Other）或稱建構出的他者（英語：the Constitutive Other）以別人與自己的差異來辨別其他的人類，是一個自我形象中累積性的構成因素。同時作為真實的一種確認。 因此，他者是自我、我們、同類人的相異及相反的概念。建構出的他者是人格（本質本性）及人（主體）之間的關係。也是本質及個人身份的表面特徵之間的關係，它與相反但相關的自我特點對應。因為這些差異是在自我之內的內在差異。
他者擁有的特性，稱為他性（英語：Otherness，或譯他者性）。他性條件和質量是與一個人的社會認同有所差異，以及異於自我認同的狀態.。
在哲學中的「探討」，他性定義及指出了他者的「誰人？」及「什麼？」的特性。這些特性是區分並隔離自：事物的象徵性秩序、真實（真確而不變）、美學（藝術、美麗、味道）、政治哲學、常規及社會認同、自我。因此，他性的條件是一個人對於該社會中社會常規的不一致性。同時他性是剝奪權利（政治排斥）的條件，由國家或者社會機構（例如：專業人士）作出，以相應的社會政治權力投資而得成。因此，他性的執行會將被標簽為「他者」的人從社會的中央疏離，隨而將他置於社會的邊緣。

## 延伸概念
他者化（英語：Othering）是指標籤及定義他人為一個次等人的化約性行動。它視某人作為屬於社會下等類別的他者。他者化的行為將不切合社會群體的常規的人排除，這些常規也理解為是自我的一個版本。相似地，在人文地理學，他者化的行為意味著將他們由社會群體中排除並置換他們到社會的邊緣，以致不再將主流的社會常規應用於他們，成為他者。

## 參與文獻
1. ↑  The Oxford Companion to Philosophy (1995) p. 637.
2. ↑  "The Other", The New Fontana Dictionary of Modern Thought, Third Edition, (1999) p. 620.
3. ↑  Hegel, G. W. F.; Miller, A. V. Hoffmeister, J. , 编.  5th. New York: Oxford University Press. 1977: 98–9. The relation of essential nature to outward manifestation in pure change ... to infinity ... as inner difference ... [is within] its own Self.
4. ↑  Findlay, J. N.; Hegel, G. W. F.; Miller, A. V. Hoffmeister, J. , 编.  5. New York: Oxford University Press. 1977: 517–18.
5. ↑  Miller, J. . . The SAGE encyclopedia of qualitative research methods. (Thousand Oaks, CA: SAGE Publications, Inc.). 2008: 588–591  [27 January 2015]. ISBN 9781412941631. doi:10.4135/9781412963909.n304. （原始内容存档于2015-11-21）.
6. ↑  "Otherness", The New Fontana Dictionary of Modern Thought, Third Edition (1999), p. 620.
7. ↑  "Othering", The New Fontana Dictionary of Modern Thought, Third Edition (1999), p. 620.
8. ↑  Mountz, Allison. . Key Concepts in Human Geography: 328.